# (435) Ella
(435) Ella – planetoida z grupy pasa głównego asteroid okrążająca Słońce w ciągu 3 lat i 305 dni w średniej odległości 2,45 j.a. Została odkryta 11 września 1898 roku w Landessternwarte Heidelberg-Königstuhl, w Heidelbergu przez Maxa Wolfa i Arnolda Schwassmanna. Pochodzenie nazwy planetoidy nie jest znane. Przed jej nadaniem planetoida nosiła oznaczenie tymczasowe (435) 1898 DS.